# Daniel Plummer
Daniel Plummer (Bastenaken, 2 januari 1957) is een voormalig Belgisch wielrenner.

## Levensloop en carrière
Plummer werd prof in 1979. In zijn korte carrière wist hij de Ardense Pijl te winnen in 1979 en behaalde een 27ste plaats in de Ronde van Frankrijk 1980.

## Resultaten in voornaamste wedstrijden
| Jaar | Ronde van Italië | Ronde van Frankrijk | Ronde van Spanje |
| ---- | ---------------- | ------------------- | ---------------- |
| 1980 |                  | 27e                 |                  |
| 1981 |                  |                     |                  |

| Jaar | Amstel Gold Race |
| ---- | ---------------- |
| 1980 |                  |
| 1981 | 58e              |